# Region Australien (Little League Baseball World Series)
Die Region Australien ist eine der acht internationalen Regionen, welche Teilnehmer an die Little League Baseball World Series, dem größten Baseball-Turnier für Jugendliche, entsendet. Australien nimmt schon seit 2008 an diesem Turnier teil, damals noch in der Region Asien-Pazifik. Durch das steigende Interesse am Little League Baseball wurde ab 2013 Australien zu einer eigenen Region erklärt.

## Teilnehmende Mannschaften
An der Qualifikation nehmen 20 Mannschaften aus den verschiedenen Bundesstaaten und Territorien teil. Abhängig von der Anzahl der Little League Teams erhalten die Staaten und Territorien bis zu fünf Startplätzen an den Nationalen Meisterschaften.
| Staat/Territorium            | Anzahl Mannschaften |
| ---------------------------- | ------------------- |
| Australian Capital Territory | 1                   |
| New South Wales              | 6                   |
| Northern Territory           | 1                   |
| Queensland                   | 4                   |
| South Australia              | 2                   |
| Tasmanien                    | 0                   |
| Victoria                     | 3                   |
| Western Australia            | 5                   |
| Gesamt                       | 22                  |

## Australische Meisterschaften
| Jahr | Meister             | Stadt          | Zweiter           | Stadt     | LLWS-Region   | Ergebnis an LLWS     | W-L                  |
| ---- | ------------------- | -------------- | ----------------- | --------- | ------------- | -------------------- | -------------------- |
| 2008 | Hills North         | Hills District | Adelaide South    | Adelaide  | Asien-Pazifik | nicht qualifiziert   | nicht qualifiziert   |
| 2009 | Waverley            | Melbourne      | Adelaide South    | Adelaide  | Asien-Pazifik | nicht qualifiziert   | nicht qualifiziert   |
| 2010 | Adelaide South      | Adelaide       | Ringwood          | Melbourne | Asien-Pazifik | nicht teilgenommen * | nicht teilgenommen * |
| 2011 | Adelaide South      | Adelaide       | Perth Metro North | Perth     | Asien-Pazifik | nicht qualifiziert   | nicht qualifiziert   |
| 2012 | Perth Metro North   | Perth          | Yarra Rangers     | Yarra     | Asien-Pazifik | nicht qualifiziert   | nicht qualifiziert   |
| 2013 | Perth Metro Central | Perth          | Adelaide South    | Adelaide  | Australien    | Runde 1              | 0–3                  |
| 2014 | Perth Metro North   | Perth          | Manly             | Manly     | Australien    | Runde 2              | 1–2                  |
| 2015 | Cronulla            | Perth          | Swan Hills        | Sydney    | Australien    | Runde 2              | 1–2                  |
| 2016 | Hills               | Sydney         | Central Coast     | Gosford   | Australien    | Runde 3              | 2–2                  |
| 2017 | Hills               | Sydney         | Swan Hills        | Perth     | Australien    | Runde 1              | 1-2                  |
| 2018 | Gold Coast Cougars  | Gold Coast     | Adelaide Seahawks | Adelaide  |               | Runde 1              | 0-2                  |

* Auf Grunde der angespannten Terrorlage hat das Team aus Adelaide nicht an den Asien-Pazifik-Meisterschaften in Indonesien teilgenommen.

## Resultate an den Little League World Series nach Bundesstaaten und Territorien
| Bundesstaat/ Territorium     | Anzahl Meisterschaften | Anzahl Weltmeisterschaften | W-L an den LLWS | %    |
| ---------------------------- | ---------------------- | -------------------------- | --------------- | ---- |
| Western Australia            | 3                      | 0                          | 1–5             | .167 |
| New South Wales              | 3                      | 0                          | 5–6             | .455 |
| South Australia              | 2                      | 0                          | 0–0             | –    |
| Queensland                   | 1                      | 0                          | 0–2             | .000 |
| Victoria                     | 1                      | 0                          | 0–0             | .000 |
| Australian Capital Territory | 0                      | 0                          | 0–0             | –    |
| Northern Territory           | 0                      | 0                          | 0–0             | –    |
| Tasmanien                    | 0                      | 0                          | 0–0             | –    |
| Gesamt                       | 10                     | 0                          | 6–13            | .316 |

 Stand nach den Little League World Series 2018. Inkl. Asien-Pazifik